# (36976) 2000 SU318
2000 SU318 (asteroide 36976) é um asteroide da cintura principal. Possui uma excentricidade de 0.08282050 e uma inclinação de 11.50302º.
Este asteroide foi descoberto no dia 26 de setembro de 2000 por LINEAR em Socorro.